# The Rapants
The Rapants es una banda de indie y garage formada en Muros en el año 2018. Originada bajo la influencia del grupo Terbutalina, su trayectoria se inicia de la mano de Xanma y Samuel (Gallo), ambos guitarristas de la misma localidad a los que no tardarían en sumarse Xaquín a la batería y Matías al bajo y los sintetizadores.
Con una base musical apoyada en ritmos disco y guitarras indies característicos de agrupaciones como The Smiths, The Growlers o incluso Novedades Carminha, el estilo de estos cuatro jóvenes radica en una actitud despreocupada y enérgica. Sus letras, para las cuales emplean el gallego y el castellano indistintamente, transmiten temáticas banales relacionadas con amores y desamores, la juventud y la fiesta. En cuanto a estética, mezclan elementos alusivos al rock and roll del último siglo, con detalles más comunes en la cultura urbana actual y la contracultura surfista.
Desde el lanzamiento de su homónimo EP debut The Rapants en 2018, publicaron los trabajos Que Fluya (2018), Andas por Él (2019),  Cariña de Raposo (2019), A Festa Do Meu Enterro (2021), La Mítica (2021), así como el EP Nic Bahía (2021), grabado y producido por Hevi.
En el año 2023, lanzaron su primer LP fuera de los municipales estudios Sala Nasmo, O Corasón Como un After (2023), producido por el coruñés Iago Blanco en los Drum & Roll Studios. En este trabajo, The Rapants contaron con las colaboraciones de diversos artistas del panorama gallego como María Galdón, Grande Amore, Galician Army o Miguel Cernadas de Terbutalina.
En octubre de 2023 se desplazan a los estudios de Paco Loco en Cádiz para grabar su tercer álbum La Máquina del Buen Rollo. Dos singles previos fueron lanzados: Blaster W4u y Rue Franklin. Finalmente el álbum fue lanzado el 14 de marzo de 2024. El 23 y 24 de marzo se realizaron dos fiestas de presentación del álbum con un doble sold out en la sala Capitol de Santiago de Compostela.

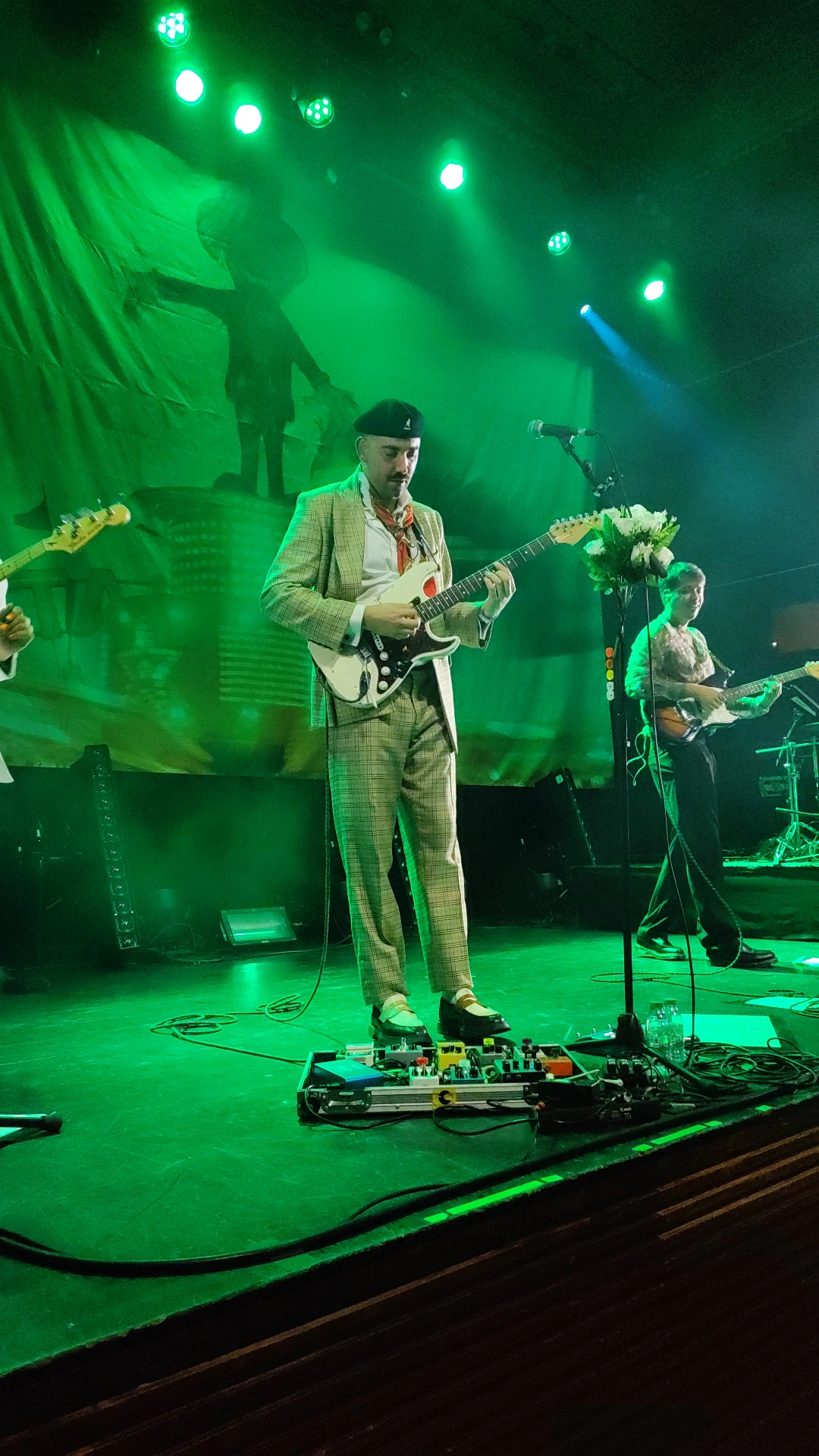
Samuel y Xanma en la sala Capitol (24 de marzo de 2024)

## Miembros
- Xanma – voz principal, guitarra
- Samuel – voz principal, guitarra
- Matías – bajo, sintetizadores, voces
- Xaquín – batería, voces

## Trabajos de estudio
- The Rapants (2018, EP)
- Que Fluya (2018, EP)
- Andas Por Él (2019, sencillo)
- Cariña de Raposo (2019, álbum)
- A Festa do Meu Enterro (2021, sencillo)
- La Mítica (2021, sencillo)
- Nic Bahía (2021, EP)
- O Corasón Como un After (2023, álbum)
- La Máquina del Buen Rollo (2024, álbum)